# Wola Radziszowska
Wola Radziszowska est une localité polonaise de la gmina de Skawina, située dans le powiat de Cracovie en voïvodie de Petite-Pologne.